# Mischa Janisch
Mischa Janisch ist ein österreichischer Musikproduzent.

## Geschichte
Mischa Janisch ist Mastering Engineer von Sunshine Mastering. Er hat viermal den Amadeus Austrian Music Award in der Kategorie Best Engineered Album / Best Sound gewonnen: 2013 für Soweit Sonar von Julian le Play gemeinsam mit Alex Pohn, Georg Tomandl und Lukas Hillebrand, 2014 für One by One von Coshiva gemeinsam mit  Georg Tomandl sowie 2015 für Netzwerk von Klangkarussell zusammen mit Krystian Koenig und Nikodem Milewski (Recording) und 2017 für What If We Never Forget von  AVEC gemeinsam mit Lukas Hillebrand, Alex Pohn, Markus Weiß und Martin Scheer.

## Diskografie
Beiträge von Mischa Janisch zu Veröffentlichungen verschiedener Interpreten
| Release                                        | Beitrag von Janisch | Interpret                 | Veröffentlichungsjahr |
| ---------------------------------------------- | ------------------- | ------------------------- | --------------------- |
| Superbirdie                                    | Mastering           | Achtung Zebra             | 2006                  |
| Do the Pump                                    | Mastering           | Killah Tofu               | 2017                  |
| Es ist Musik                                   | Mastering           | Yasmo & die Klangkantine  | 2015                  |
| It’s Like It Is                                | Mastering           | Mini & Claus              | 2017                  |
| Spiele                                         | Mastering           | Aufstrich                 | 2010                  |
| Gästeliste                                     | Arrangement         | Falschen Freunde, Die     | 2001                  |
| Falsche Freunde                                | Produzent           | Falschen Freunde, Die     | 2001                  |
| Falsche Freunde                                | Mastering           | Falschen Freunde, Die     | 2001                  |
| Stars for the Banned                           | Mastering           | Stars for the Banned      | 2011                  |
| Scheitern als Show                             | Mastering           | Kommando Elefant          | 2012                  |
| Bezaubernder Moment                            | Mastering           | Philipp Griessler & Band  | 2012                  |
| Thin Ice                                       | Mastering           | Zettl, Marina             | 2012                  |
| Beautiful But Incomplete                       | Mastering           | Elija                     | 2012                  |
| Soweit Sonar                                   | Mastering           | Julian le Play            | 2012                  |
| Super Seven                                    | Mastering           | Mauracher                 | 2012                  |
| Ich wünsch mir zum Geburtstag einen Vorderzahn | Mastering           | Denk, Birgit & die Novaks | 2012                  |
| De Waund                                       | Mastering           | Scheiner                  | 2012                  |
| We Are Fish                                    | Mastering           | Clara Luzia               | 2013                  |
| Nom de guerre                                  | Mastering           | Chronic City              | 2014                  |
| Melodrom                                       | Mastering           | Julian le Play            | 2014                  |
| The Blackest Coffee                            | Mastering           | Parisini, Violetta        | 2010                  |
| Faces & People                                 | Mastering           | Parisini, Violetta        | 2010                  |
| On You                                         | Mastering           | Parisini, Violetta        | 2010                  |
| Stop                                           | Mastering           | Parisini, Violetta        | 2010                  |
| Wie sie schläft                                | Abmischung          | Falschen Freunde, Die     | 2003                  |
| Filmmusik                                      | Mastering           | Hubert von Goisern        | 2014                  |
| Circles EP                                     | Mastering           | DJ Cutex                  | 2005                  |
| Durch die Wüste                                | Mastering           | Denk                      | 2014                  |
| Rekompost                                      | Mastering           | Kompost 3                 | 2011                  |
| Rekompost (Part 2)                             | Mastering           | Kompost 3                 | 2011                  |
| Humanize                                       | Mastering           | Le Toy                    | 2015                  |
| Vertraut und fremd                             | Mastering           | Philipp Griessler & Band  | 2015                  |
| Troebinger                                     | Mastering           | Troebinger                | 2011                  |
| Filth                                          | Mastering           | PRAQ!                     | 2014                  |
| News, Truth & Porn                             | Mastering           | PRAQ!                     | 2012                  |
| Check                                          | Mastering           | Yasmo & die Klangkantine  | 2017                  |
| Yasmo & die Klangkantine                       | Mastering           | Garish                    | 2017                  |
| Yasmo & die Klangkantine                       | Abmischung          | Garish                    | 2017                  |
| Komm schwarzer Kater                           | Mastering           | Garish                    | 2017                  |
| Schöne Dinge einfach                           | Mastering           | Börn                      | 2007                  |
| Diese Stadt                                    | Mastering           | Prohaska                  | 2014                  |
| Shake                                          | Mastering           | Prohaska                  | 2017                  |
| Shine                                          | Mastering           | Prohaska                  | 2018                  |
| Slumber                                        | Mastering           | Alien Hand Syndrome       | 2013                  |
| Eigentlich kein Hiphop                         | Mastering           | Yasmo & die Klangkantine  | 2015                  |
| Poems. Contradictions                          | Gastmusiker         | Lebel, Frenk              | 2009                  |
| When the Evening Falls                         | Gastmusiker         | Lukas                     | 2003                  |
| Gästeliste                                     | Co-Produzent        | Falschen Freunde, Die     | 2001                  |